# Moon Knight (televizijska serija)
Moon Knight je američka televizijska miniserija koju je razvio Jeremy Slater za Disney+ i temelji se na istoimenom liku Marvel Comicsa.
Miniserija je objavljena 30. ožujka 2022. godine, a sastoji se od šest epizoda, smještena u Marvel Cinematic Universe (MCU), u kontinuitetu s filmovima u franšizi.
Posvećena je Gaspardu Ullielu, članu glumačke ekipe koji je umro neposredno prije objavljivanja serije.

## Glumačka postava
- Oscar Isaac kao Marc Spector / Moon Knight i Steven Grant / Mr. Knight: plaćenik sdisocijativnim poremećajem osobnosti (DID) koji postaje prenosioc za egipatskog boga mjeseca Khonshu (Marvel Comics)a. Svaki Spectorov identitet iz njegovog DID-a su različiti likovi, uključujući Stevena Granta, zaposlenika suvenirnice koji pati od zamračenja sjećanja na drugi život.
- Ethan Hawke kao Arthur Harrow: Vođa kulta koji ohrabruje Spectora da prigrli svoju unutarnju tamnu stranu.
- May Calamawy kao Layla El-Faouly, arheologinja i avanturistkinja, Spectorova supruga koja je svijesna da je on Moon Knight.
- F. Murray Abraham kao Khonshu, egipatski Bog mjeseca, izopćenik među bogovima zbog vođenja "rata jednog boga protiv uočenih nepravdi", zahtijevajući tako od njega da pronađe i koristi svoj avatar, Marca Spectora.
- Gaspard Ulliel kao Anton Mogart / Midnight Man, kolekcionara antikviteta.
- Ann Akinjirin kao Bobbi Kennedy, policajac i sljedbenik Harrowovog kulta.
- David Ganly kao Billy Fitzgerald, policajac i sljedbenik Harrowovog kulta.

## Pregled serije
| Sezona | Sezona | Epizode | Datum objavljivanja | Datum završetka  |
| ------ | ------ | ------- | ------------------- | ---------------- |
|        | 1      | 6       | 30. ožujka 2022.    | 4. svibnja 2022. |

## Produkcija

### Razvoj
Od rujna 2018. godine, Marvel Studios razvijao je nekoliko ograničenih serija za Disney+ streaming servis, koji se usredotočio na sekundarne likove iz filmova Marvel Cinematic Universe koji nisu imali vlastite filmove. Glumci koji su igrali likove u filmovima morali su reprizirati svoje uloge za ograničenu seriju. Očekivalo se da će se serija sastojati od po 6-8 epizoda. Seriju bi producirao Marvel Studios, a ne Marvel Television, koja je producirala prethodne televizijske serije u MCU. Očekivalo se da predsjednik Marvel Studija Kevin Feige preuzima razvoj svake serije, usredotočujući se na kontinuitet priče s filmovima i glumaca koji će reprizirati svoje uloge iz filmova. Serija je službeno najavljena na sajmu D23 Expo 2019. U listopadu 2020. Mohamed Diab je proglašen režiserom. U siječnju 2021. u produkciju su dodani i redatelji Justin Benson i Aaron Moorhead. U veljači 2021., Feige je rekao da se neke Marvelove serije, uključujući Moon Knight i She-Hulk: Attorney at Law, razvijaju s potencijalom da se naprave dodatne sezone, za razliku od serija poput WandaVisiona (2021.), koje su razvijene kao ograničeni događaji koji umjesto toga vode u igrane filmove. Godinu dana kasnije, Isaac je nazvao Moon Knight ograničenom serijom, dok Diab nije bio siguran hoće li se serija nastaviti.

### Scenarij
U siječnju 2020. pisanje scenarija serije povjereno je Beau DeMayu.

### Promocija
Tijekom "Disney+ Day-a, 12. studenoga 2021. godine, prikazan je službeni teaser serije.
17. siječnja 2022. tijekom doigravanja NFL-a 2021./22. objavljen je trailer za seriju.

## Vanjske poveznice
- Službena stranica na marvel.com (engl.)
- Službena stranica na disney.com (engl.)
- Moon Knight u internetskoj bazi filmova IMDb-a (engl.)